# IVC 9
IVC 9 - The Revenge foi o nono evento do International Vale Tudo Championship. Juntamente com o IVC 8 - The Road Back to the Top foi um evento duplo realizado no dia 20 de Janeiro de 1999, em Aracaju.